# Kon-Tiki Museet

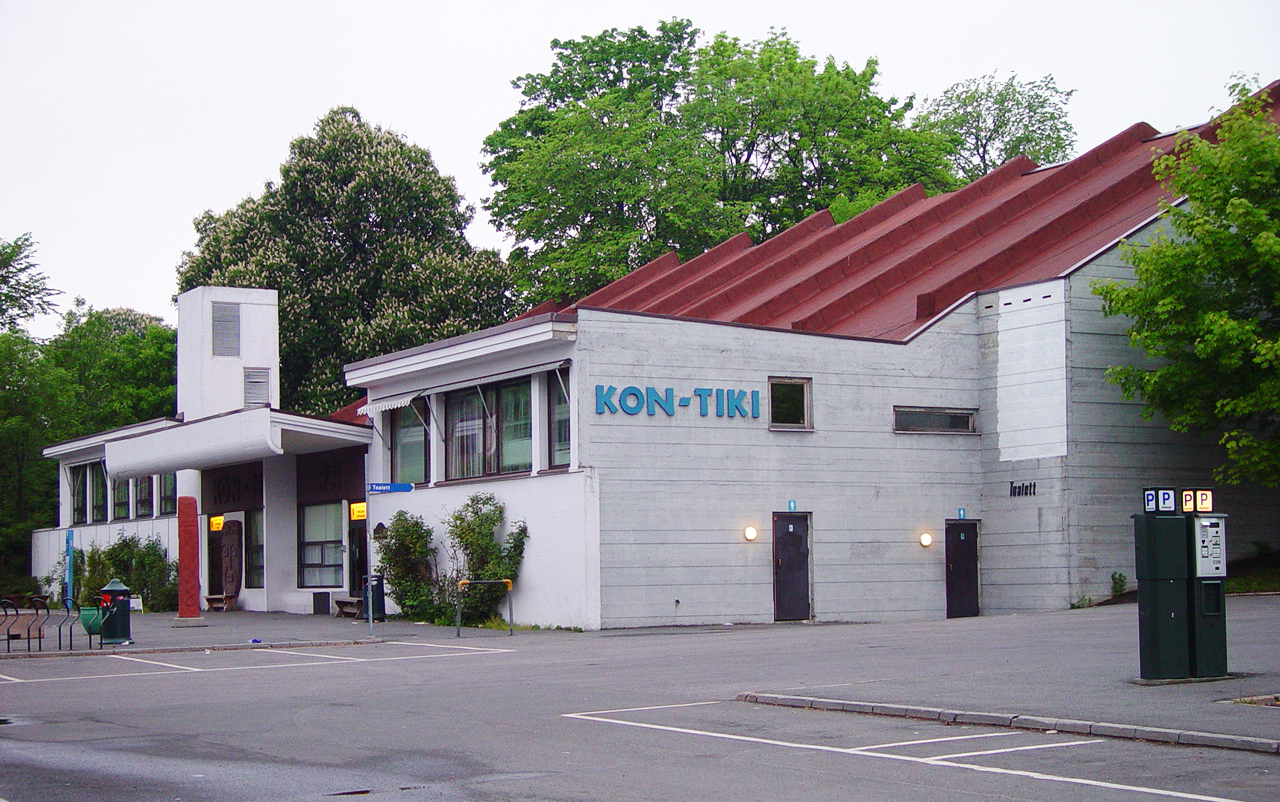
De voorkant van het museum

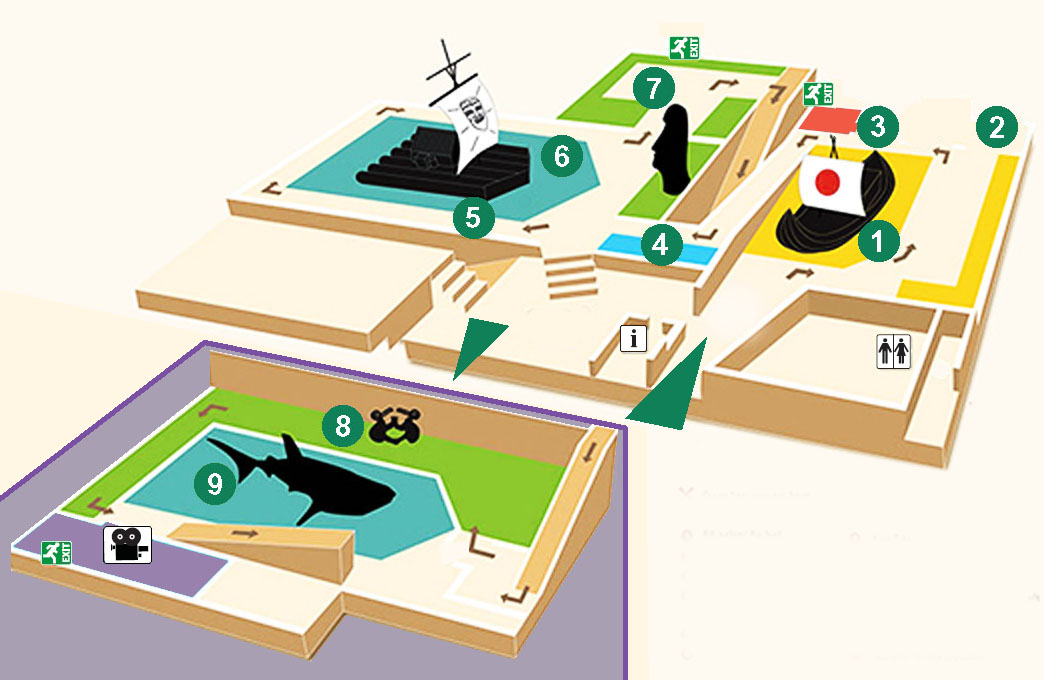
Schema van de museumindeling

Het Kon-Tiki Museum is een museum gewijd aan de expedities van Thor Heyerdahl gelegen op het schiereiland Bygdøy in Oslo, de hoofdstad van Noorwegen.
Het Kon-Tiki Museum is een van de bekendste musea van Oslo en toont onder meer het balsahouten vlot Kon-Tiki waarmee Thor Heyerdahl in 1947 van Peru naar Polynesië zeilde. Ook een nagebouwd exemplaar van de van papyrusriet gemaakte boot Ra II, waarmee Heyerdahl in 1970 van Noord-Afrika naar het eiland Barbados in het Caribisch gebied zeilde, wordt hier tentoongesteld.
Daarnaast omvat de verzameling een aantal traditionele boten uit verschillende delen van de wereld en een kopie van een van de grote stenen hoofden (Moai) van Paaseiland. De bibliotheek bevat onder meer een collectie van ongeveer 4500 boeken over Polynesië afkomstig uit het bezit van Bjarne Kroepelien, die Heyerdahl tot zijn ondernemingen hadden aangezet. Voorts bezit de bibliotheek de originele reisdagboeken van Heyerdahl, zijn correspondentie, onderzoeksaantekeningen, zijn persoonlijke bibliotheek en een grote verzameling van foto's die Heyerdahl tijdens zijn expedities heeft gemaakt. Deze documenten staan, samen met de films van de expedities, die worden bewaard in de Nationale Bibliotheek van Noorwegen, sinds 2011 op de werelderfgoedlijst voor documenten onder de naam "Thor Heyerdahlarchief".
Het museum was sinds 1949 provisorisch gehuisvest. Rond 1950 werd begonnen met het uitwerken van de ontwerpen van F. S. Platou en Otto Torgersen. De opening was in 1957 en twintig jaar later werd een nieuwe vleugel toegevoegd.
In 2012 werd een tentoonstelling gewijd aan de productie van de speelfilm Kon-Tiki uit datzelfde jaar door Joachim Rønning en Espen Sandberg. In de nabijheid van het museum liggen enkele andere musea, zoals het Frammuseum, het Norsk Folkemuseum en het Vikingskipshuset.

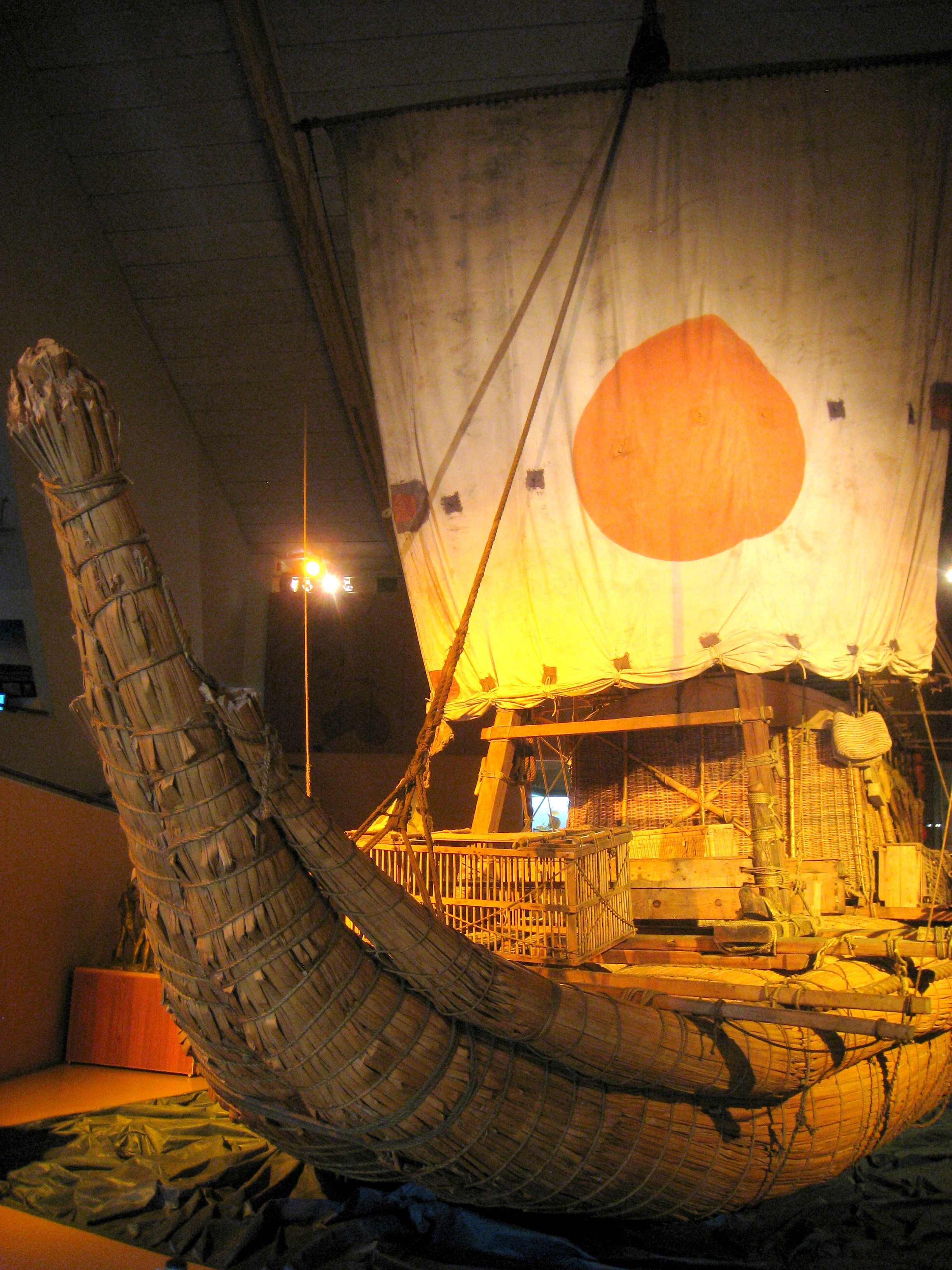
Ra II